# Gulmarg
Gulmarg is een plaats en “notified area” in het district Baramulla van het Indiase unieterritorium Jammu en Kasjmir.

## Demografie
Volgens de Indiase volkstelling van 2001 wonen er 664 mensen in Gulmarg, waarvan 99% mannelijk en 1% vrouwelijk is. De plaats heeft een alfabetiseringsgraad van 96%.

## Galerij

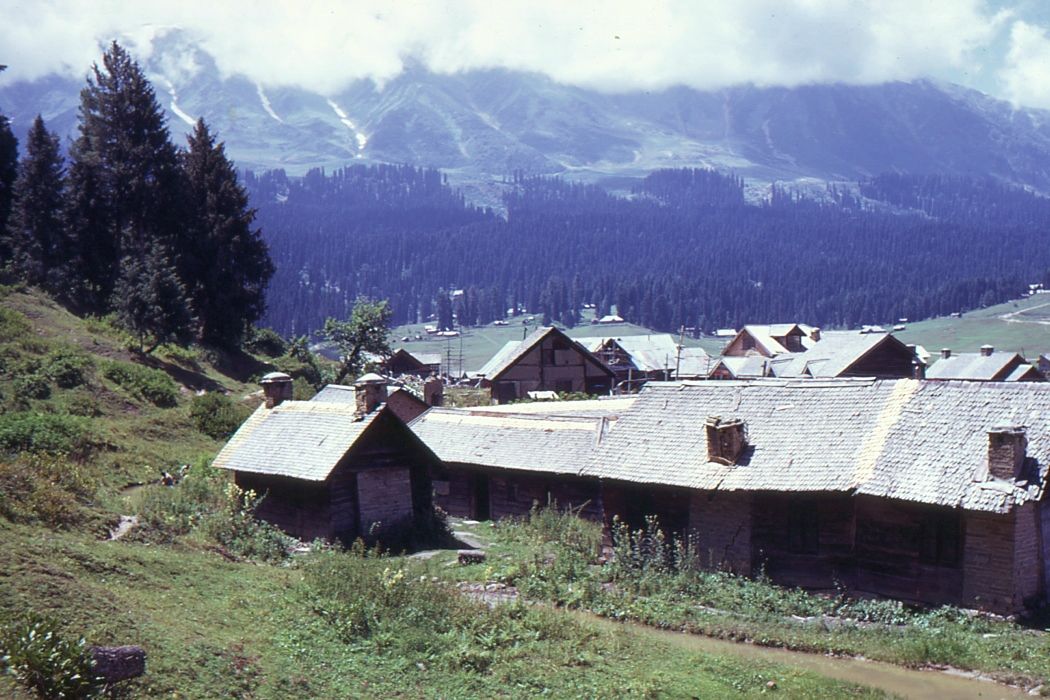
Gulmarg in 1969
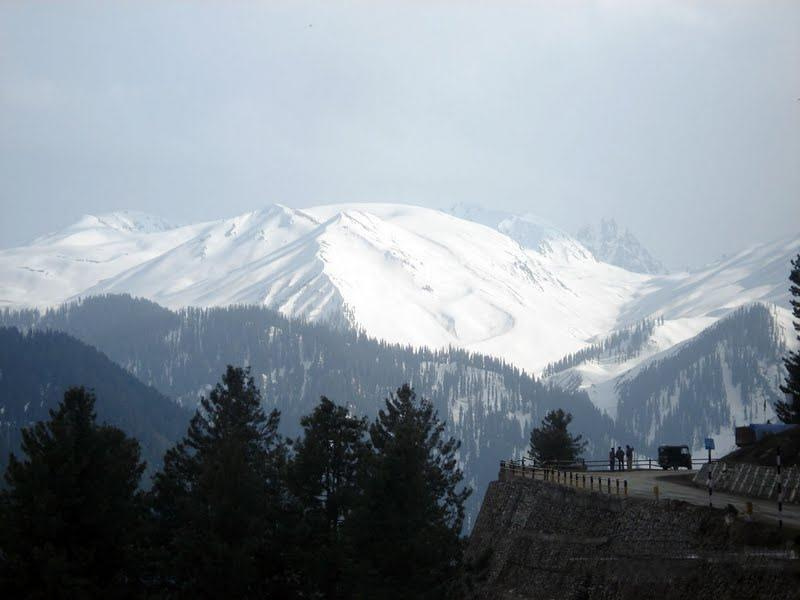
Gebergte bij Gulmarg
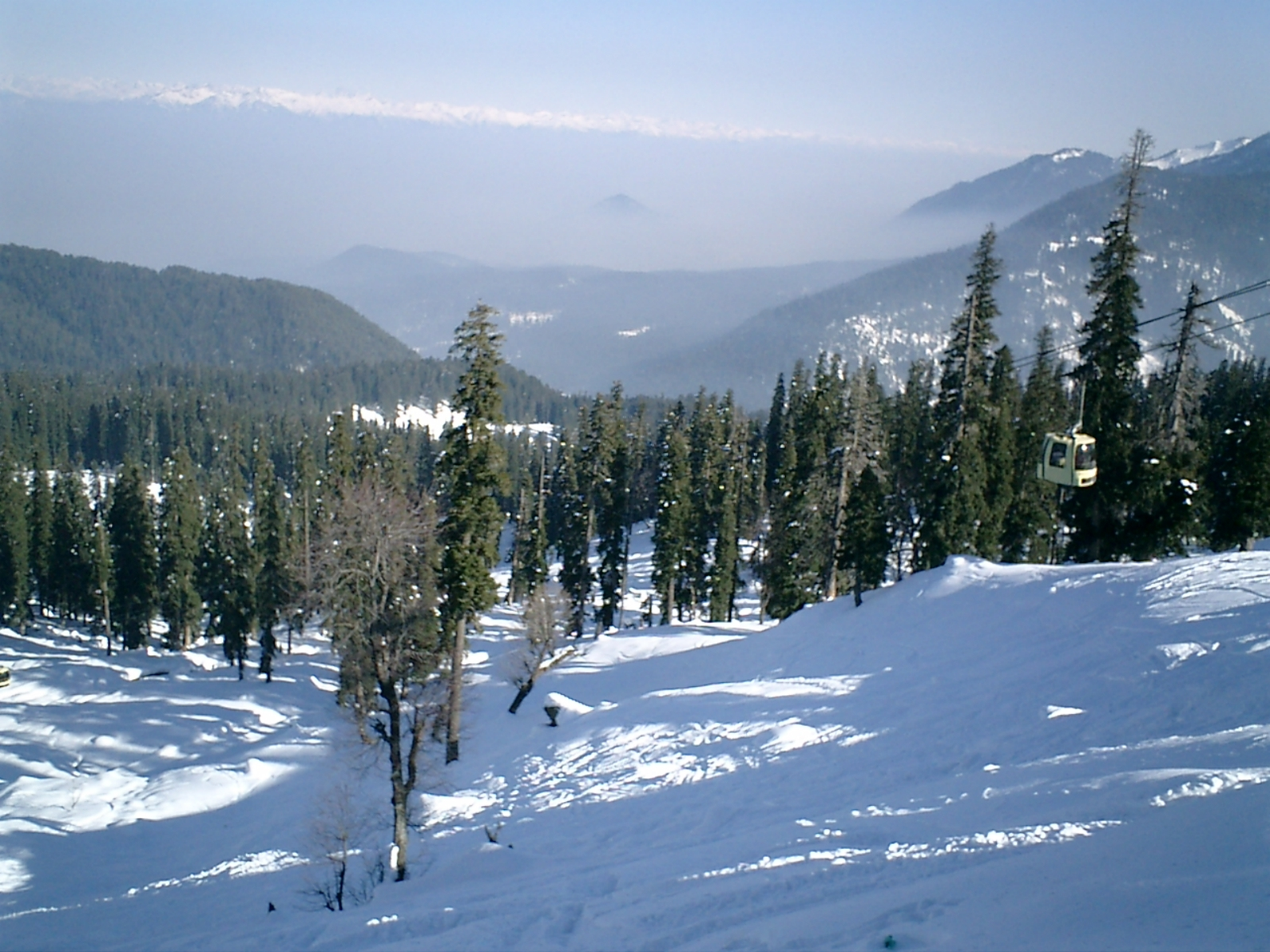
Skigebied bij Gulmarg